# F.E.R.T

이탈리아 왕국의 작은 문장

F.E.R.T는 사보이아가와 이탈리아 왕국의 표어이다. 이를 처음 채택한 것은 샤르데냐 왕국의 국왕인 비토리오 아메데오 2세(1666~1732년)이다.
아직까지 F.E.R.T가 무엇의 약자인지 명확하게 알려진 것은 없으며, 다음과 같은 해석이 제기된다.
- Foedere et Religione Tenemur (라틴어)
조약과 종교가 우리를 묶어놓는다
- Fortitudo Eius Rhodum Tenuit (라틴어)
그의 강함이 로도스를 점령했다
- Fortitudo Eius Rempublicam Tenet (라틴어) 
그의 강함이 우리 국가를 보전한다
- Fides Est Regni Tutela (라틴어)
믿음은 우리 왕국의 수호자이다

## 같이 보기
- A.E.I.O.U.: 합스부르크가의 표어. 이것도 마찬가지로 무엇의 약자인지, 그 의미는 무엇인지 정확하게 밝혀지지 않았다.

## 참고 자료
1. ↑  Melion, Walter; Zell, Michael; Woodall, Joanna (2017년 11월 9일). 《Ut pictura amor: The Reflexive Imagery of Love in Artistic Theory and Practice, 1500-1700》 (영어). BRILL. 428쪽. ISBN 9789004346468.
2. ↑  《Historic Devices, Badges, and War-cries by Mrs. Bury Palliser》 (영어). S. Low, Son & Marston. 1870. 230쪽.
3. ↑  Sussex.), John Wilkes (of Milland House (1812). 《Encyclopaedia Londinensis; or an universal dictionary of arts, sciences, and literature ...》 (영어). publisher not identified. 811쪽.
4. ↑  Ulwencreutz, Lars (November 2013). 《Ulwencreutz's The Royal Families in Europe V》 (영어). Lulu.com. 293쪽. ISBN 9781304581358.